# چنگلوا
چنگلوا، روستایی از توابع بخش مرکزی شهرستان کهگیلویه در استان کهگیلویه و بویراحمد ایران است.این روستااز بزرگترین و قدیمی ترین سکونت گاه در استان  می باشد.ازنظرجمعیت درردیف سی ام درمیان شهرهاوروستاهای استان وبالاترازچند شهر استان قراردارد‌ . ملا قلندر شيخ ممویی به کمک کی لهراسب باطولی چنگلوا را تسخر و در آن سکنی گزید و تا به حال چنگلوا با خروج شيوخ چنگلوایی طیبی در دست بویراحمدی ها است.

## جمعیت
این روستا در دهستان دهدشت غربی قرار دارد و بر اساس سرشماری مرکز آمار ایران در سال۱۳۹۵، جمعیت آن 3970نفر (۳۷۷خانوار) بوده‌است.